# チュニス征服 (1574年)
1574年のチュニス征服（チュニスせいふく）は、前年にスペイン帝国の支配下に入っていた北アフリカのチュニスをオスマン帝国が再征服した戦争である。この勝利により北アフリカにおける両帝国の覇権争いにおけるオスマン帝国の勝利が事実上確定し、オスマン帝国がマグリブの東部および中部を掌握し、またその保護を受けたアルジェ、チュニス、トリポリのコルセア（バルバリア海賊）が黄金期を迎えることとなった。

## 背景

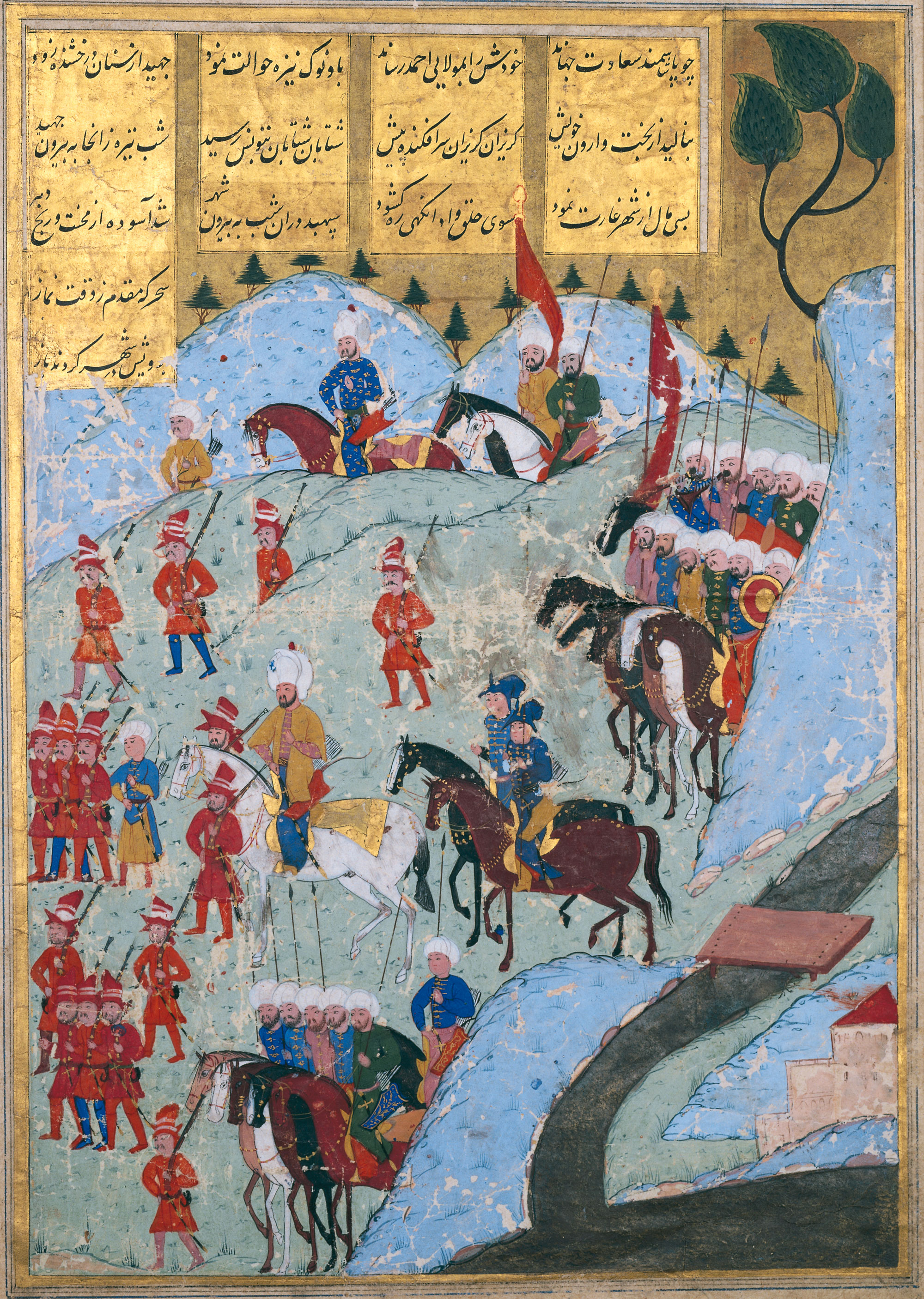
クルチ・アリ・パシャに率いられチュニスへ進軍するオスマン軍とカビール人部隊（1569年）。オスマン軍のうち約5000人はイェニチェリであった。

オスマン帝国とスペインのチュニス争奪戦は、1534年にバルバロス・ハイレッディン率いるオスマン軍がハフス朝のチュニスを征服したことに始まる。追放されたハフス朝カリフのアブー・アブドゥッラー・ムハンマド5世アル＝ハサンを保護した神聖ローマ皇帝・スペイン王カール5世が、翌1535年に親政してハイレッディンからチュニスを奪取した。カール5世はアブー・アブドゥッラー・ムハンマド5世をカリフの地位に戻す見返りにハフス朝を属国化し、スペイン軍守備隊を駐留させた。1569年、アルジェのベイであったクルチ・アリ・パシャ率いるオスマン軍がチュニスを占領したが、1571年にレパントの海戦でオスマン艦隊を破ったスペイン王弟ドン・フアン・デ・アウストリア率いる艦隊が、1573年にチュニスを再征服した。

## オスマン軍のチュニス征服
1574年、オラニエ公ウィレム1世とフランス王シャルル9世が、スペイン王フェリペ2世との新たな戦線を開くべく、親ユグノー派の大使であるダクス司教フランソワ・ド・ノアイユを通じてオスマン帝国スルタンのセリム2世に支援を求めた。これに応じたセリム2世は、使者を走らせてネーデルラントのウィレム1世らとスペイン本土内で反抗しているモリスコ、アルジェの海賊たちの間で連携をとらせた。さらにセリム2世は1574年秋に大艦隊をチュニスに差し向けることでスペインに圧力をかけ、ネーデルラント方面のみに集中させない状況を作り上げた。
チュニスのラ・グレットに押し寄せたオスマン艦隊は軍船250隻から300隻、人員75,000人にのぼった。指揮官はユスフ・スィナン・パシャとクルチ・アリであった。さらにアルジェ、トリポリ、チュニスのベイが陸軍を送ってきており、あわせて総勢約100,000人となった。ラ・グレット要塞にはスペイン軍守備隊7,000人が籠っていたが、8月24日に陥落した。その他の小規模な砦に残っていた最後のキリスト教徒守備隊も、9月13日に降伏した。

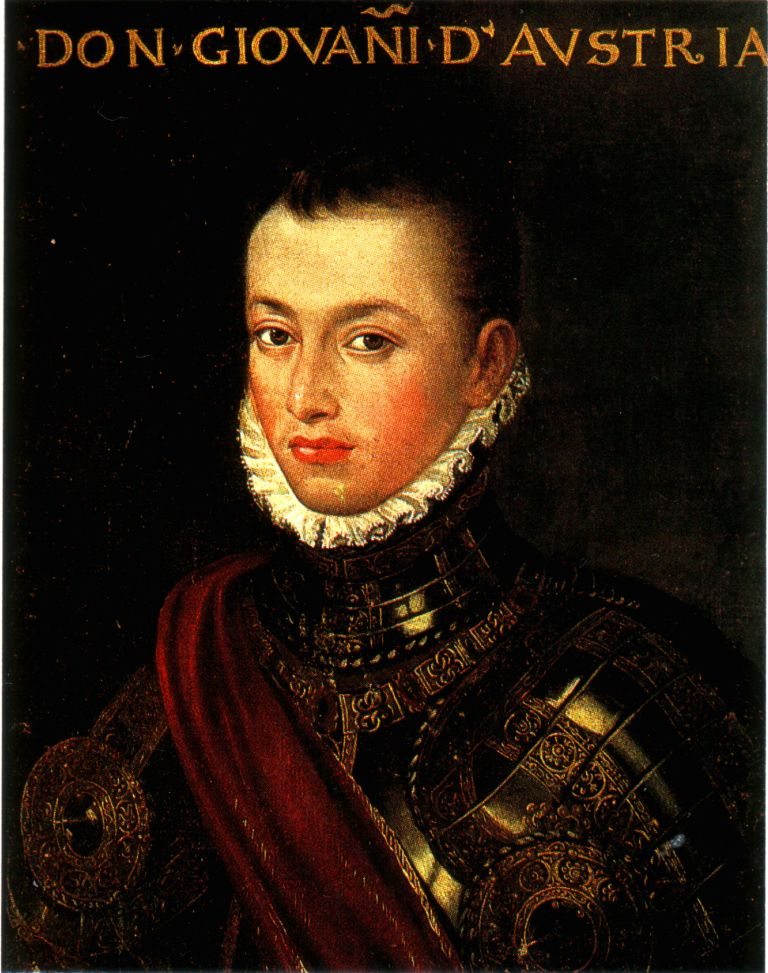
ドン・フアン・デ・アウストリア

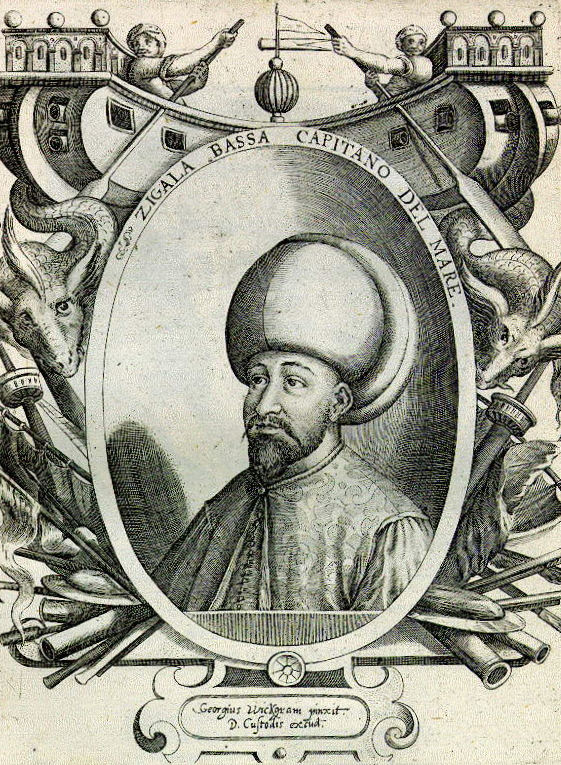
ユスフ・スィナン・パシャ

ドン・フアンはナポリやシチリアからガレー船艦隊を集めてチュニス救援に向かったが、嵐にあい辿り着けなかった。スペイン本国はネーデルラントの反乱鎮圧に力をほとんど削がれており、国庫も底をつきかけていたため、チュニス救援にまともに資源をつぎ込むことができなかった。
ミゲル・デ・セルバンテスは、兵士としてドン・フアンのチュニス救援遠征に参加していた。彼が後に著書『ドン・キホーテ』の中で記したところによれば、トルコ人（オスマン軍）はチュニスの要塞に22度も総攻撃を仕掛け、25,000人が戦死した。一方のキリスト教徒守備隊は 300人しか生き残らなかった。
"ラ・グレットの要塞とわずか7,000人の兵士たちが、いかにその少数で、しかし毅然として巨大な敵軍に立ち向かい続けたことか。そしていかにこの陥落しつつある、助けもない要塞を、それも頑固で膨大な軍勢に囲まれているのを、己の地において助けられるというのか？—Cervantes, DQ I, 39.
後のサアド朝モロッコの君主となるアブド・アル＝マリクは、1574年の戦役でオスマン軍側に参加していた。
チュニスの砦の指揮官ガブリロ・セルベローニとラ・グレット要塞の司令官ドン・ペドロ・ポルトカレッロは捕虜となり、コンスタンティノープルへ送られる途上で死んだ。他の捕虜となった守備兵は、ガレー船奴隷となった。
この戦いを持ってオスマン帝国がチュニス支配を確立し、ハフス朝とスペインのチュニス支配は終焉を迎えた。

## その後
クルチ・アリ・パシャの勝利が、ネーデルラントにおけるスペイン軍の圧力低下に繋がり、ブレダでスペインとネーデルラント反乱軍の和平に向けた交渉が始められた。1574年にシャルル9世が没したことでこの和平の機運はしぼんでしまったが、オスマン帝国はネーデルラントでの1575年から1576年にかけての反乱をも支援し、1582年にはアントウェルペンに領事館 (De Turks-Griekse Natie)を開設した。その後オスマン帝国はスペインと休戦を結び、東方のサファヴィー朝との戦争に集中していくこととなる。一方スペインは、1575年9月1日に破産した。
休戦が明けた1591年にオスマン帝国とスペインの間の戦争が再発したが、両者ともにかつてほどの熱量を注ぎ込むことは無かった。

## ギャラリー

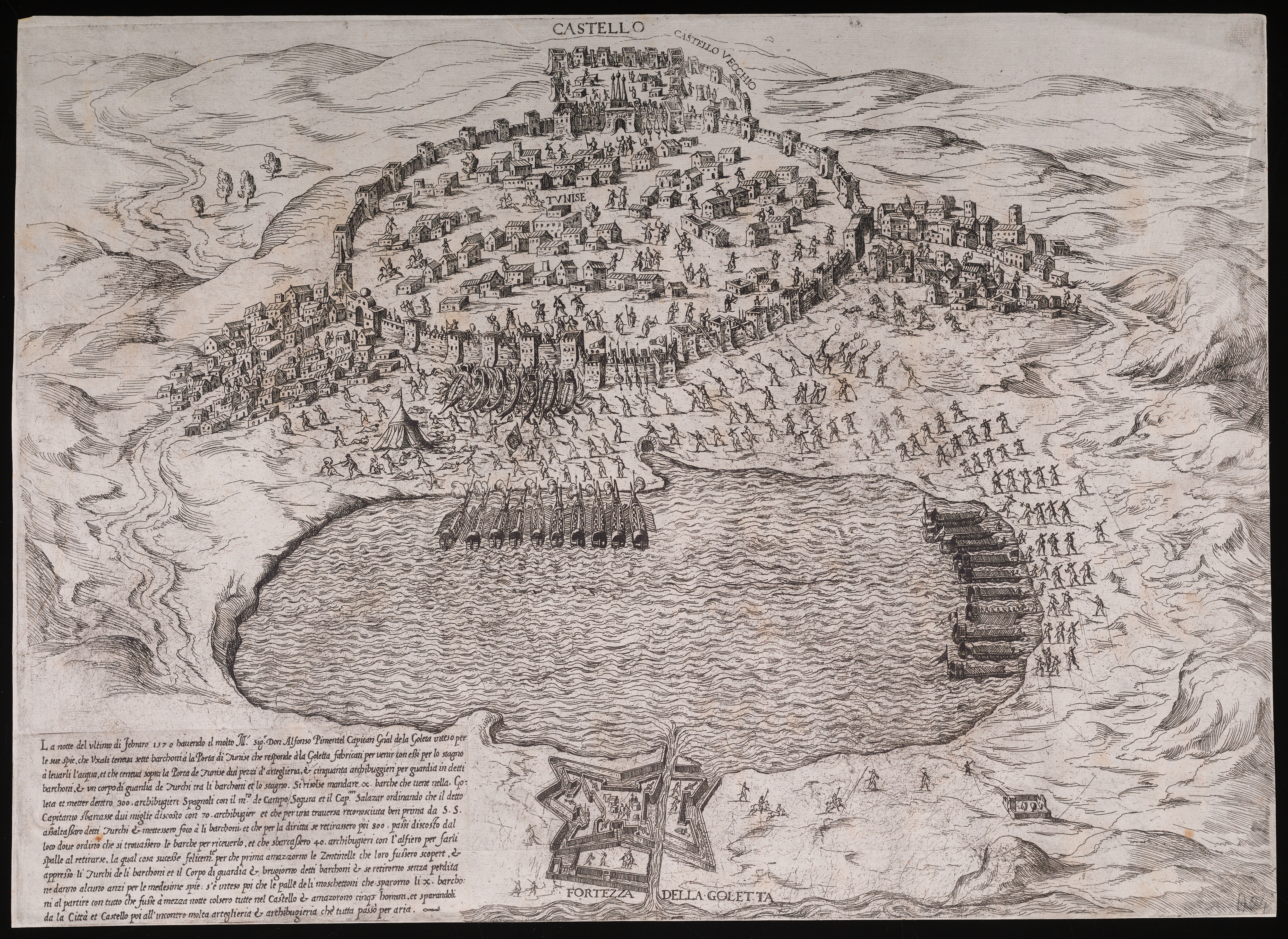
1570年のオスマン軍によるチュニスとラ・グレット制圧を描いた地図
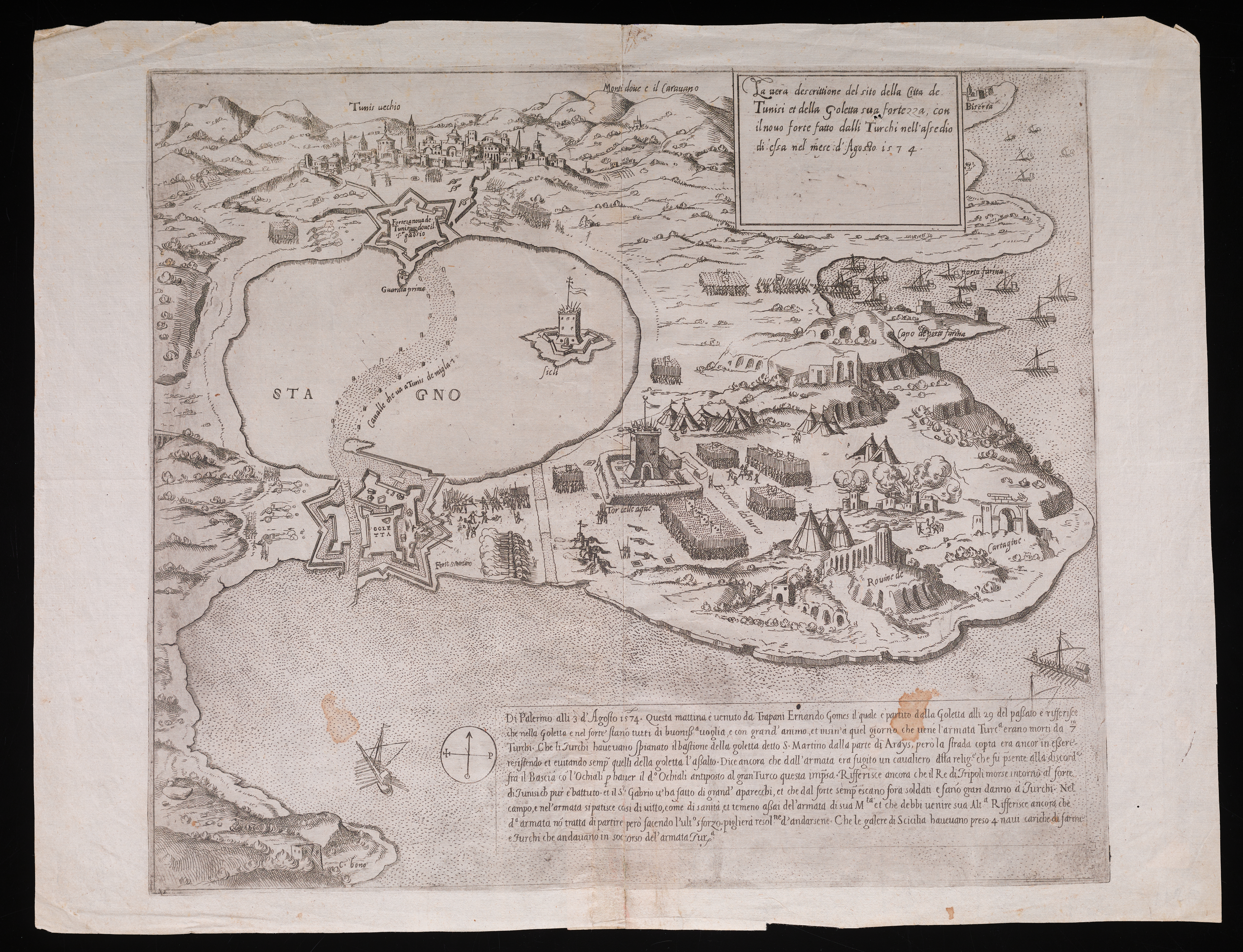
1574年のオスマン軍によるチュニスとラ・グレット制圧を描いた地図。ラ・グレット要塞、軍船、軍勢が描きこまれている。